# Whoever’s in New England
| Оценки критиков | Оценки критиков |
| Источник        | Оценка          |
| --------------- | --------------- |
| AllMusic        | [ 1 ]           |

Whoever’s in New England — десятый студийный альбом американской кантри-певицы Рибы Макинтайр, изданный в феврале 1986 года на лейбле MCA Nashville. Альбом стал первым в карьере певицы, достигшим № 1 в кантри хит-параде Top Country Albums. Тираж альбома превысил 1 млн копий, впервые в карьере певицы получив платиновый статус RIAA. Альбом был номинирован на премию Country Music Association Awards в категории Album of the Year. За титульную песню Whoever’s in New England певица получила премию «Грэмми» в номинации «Лучшее исполнение кантри с женским вокалом» на церемонии «Грэмми» 1987 года.

## История
С альбома вышло два сингла: «Whoever’s in New England» и «Little Rock», которые оба достигли #1 в кантри-чарте Billboard Hot Country Songs, став для певицы её 5-м и 6-м хитами, возглавившими этот хит-парад кантри-музыки.
Альбом Whoever’s in New England стал 1-м для певицы диском на первом месте в кантри-чарте США, где он лидировал 1 неделю (Top Country Albums — 1986).

## Список композиций
| №   | Название                          | Автор(ы)                                | Длительность |
| --- | --------------------------------- | --------------------------------------- | ------------ |
| 1.  | «Can’t Stop Now»                  | Garry Nicholson, Wendy Waldman          | 2:52         |
| 2.  | «You Can Take the Wings Off Me»   | Troy Seals, Eddie Setser                | 3:36         |
| 3.  | «Whoever's in New England»        | Kendal Franceschi, Quentin Powers       | 3:17         |
| 4.  | «I’ll Believe It When I Feel It»  | Chris Watters, Tom Shapiro, Bucky Jones | 2:38         |
| 5.  | «I’ve Seen Better Days»           | Red Lane, Danny Morrison                | 3:46         |
| 6.  | «Little Rock»                     | Pat McManus, Bob DiPiero, Gerry House   | 3:09         |
| 7.  | «If You Only Knew»                | Diana Rae, Jane Mariash                 | 3:03         |
| 8.  | «One Thin Dime»                   | Jackson Leap, Michael P. Heeney         | 2:31         |
| 9.  | «Don’t Touch Me There»            | Heeney                                  | 3:14         |
| 10. | «To Make That Same Mistake Again» | Roger Murrah, Richard Leigh             | 2:24         |

## Чарты

### Альбом
| Чарт (1986)                       | Лучший результат |
| --------------------------------- | ---------------- |
| U.S. Billboard Top Country Albums | 1                |

### Синглы
| Год  | Сингл                      | Лучший результат | Лучший результат |
| Год  | Сингл                      | US Country       | CAN Country      |
| ---- | -------------------------- | ---------------- | ---------------- |
| 1986 | «Whoever’s in New England» | 1                | 3                |
| 1986 | «Little Rock»              | 1                | 2                |

## Сертификации
| Регион                                                      | Сертификация | Продажи    |
| ----------------------------------------------------------- | ------------ | ---------- |
| США (RIAA)                                                  | Платиновый   | 1 000 000^ |
| ^ Данные о тиражах приведены только на основе сертификации. |              |            |